# Prediktiv textinmatning
Prediktiv textinmatning är teknik som underlättar skrivande med dator eller mobiltelefon genom att föreslå hur ett påbörjat ord kommer att sluta.

## Om tekniken
Tekniken bygger på att påbörjade ord jämförs med ord i en lagrad ordlista. Ordlistan kan dels innehålla ord som lagts in av tillverkaren, dels ord som har lagts in därför att de tidigare har använts av användaren.
En välkänd teknik för prediktiv textinmatning på mobiltelefoner är T9.